# Henry Gustav Molaison
Henry Gustav Molaison (w literaturze medycznej znany jako HM lub H.M.) (ur. 26 lutego 1926, Hartford, zm. 2 grudnia 2008, Windsor Locks) – amerykański pacjent, który po eksperymentalnej operacji mózgu mającej usunąć jego epilepsję utracił zdolność formowania nowych wspomnień. 
Jego pamięć proceduralna i krótkotrwała były nienaruszone, pamiętał on zdarzenia sprzed operacji, ale jego mózg nie był w stanie składować nowych wspomnień. Przypadek Molaisona był szeroko studiowany. Badania, w których brał udział, zrewolucjonizowały zrozumienie procesów funkcjonowania mózgu, między innymi związanych z pamięcią długotrwałą.

## Literatura
- S. Corkin. What's new with the amnesic patient H.M.?. „Nature Reviews Neuroscience”. 3 (2), s. 153–160, 2002. [dostęp 2008-12-10]. (ang.).
- S. Corkin. Lasting consequences of bilateral medial temporal lobectomy: Clinical course and experimental findings in H.M. „Seminars in Neurology”. 4, s. 249–259, 1984. (ang.).
- S. Corkin, D.G. Amaral, R.G. González, K.A. Johnson i inni. H. M.'s medial temporal lobe lesion: Findings from magnetic resonance imaging. „The Journal of Neuroscience”. 17, s. 3,964–3,979, 1997. (ang.).
- H. Schmolck, E.A. Kensinger, S. Corkin, L. Squire. Semantic knowledge in Patient H.M. and other patients with bilateral medial and lateral temporal lobe lesions. „Hippocampus”. 12, s. 520–533, 2002. [dostęp 2008-12-10]. (ang.).
- Ch. Duhig, "Siła nawyku. Dlaczego robimy to, co robimy i jak można to zmienić w życiu i biznesie", PWN, s. 29-62
- K. Nordengen, G. Nordengen, "Mózg rządzi. Twój niezastąpiony narząd", Marginesy, s. 53-61